# Get Santa
Get Santa is een Britse komische-kerstfilm uit 2014, geregisseerd en geschreven door Christopher Smith.

## Verhaal
Door pech belandt Santa Claus (ofwel de Kerstman) in de gevangenis. Steve die net op proefverlof is uit dezelfde gevangenis wil de Kerstdagen doorbrengen met zijn zoon Tom. Hoewel niemand gelooft dat de echte Kerstman daar is opgesloten, is Tom de enige die gelooft dat de Kerstman in de problemen zit. Tom weet zijn vader te overtuigen dat ze de Kerstman moeten helpen om zo het Kerstfeest nog te kunnen redden.

## Rolverdeling
| Acteur           | Personage       |
| ---------------- | --------------- |
| Jim Broadbent    | Santa Claus     |
| Rafe Spall       | Steve Anderson  |
| Kit Connor       | Tom Anderson    |
| Warwick Davis    | Sally           |
| Stephen Graham   | Barber          |
| Ewen Bremner     | PC Finkerton    |
| Jodie Whittaker  | Alison Anderson |
| Joanna Scanlan   | Ruth            |
| Bjarne Henriksen | Lars            |

## Ontvangst
Get Santa ontving positieve recensies op Rotten Tomatoes waar het 77% goede reviews kreeg, gebaseerd op 22 beoordelingen.  Op Metacritic werd de film verdeeld beoordeeld met een metascore van 52/100, gebaseerd op 6 critici.